# Lycaena attenuata
Lycaena attenuata är en fjärilsart som beskrevs av Lucas 1890. Lycaena attenuata ingår i släktet Lycaena och familjen juvelvingar. Inga underarter finns listade i Catalogue of Life.